# 12.º Regimiento de Infantería (Ejército Imperial Japonés)
El 12.º Regimiento de Infantería (歩兵第12聯隊 'Hohei Dai-ju-ni Rentai'?) fue un regimiento de infantería del Ejército Imperial Japonés.

## Historia militar
El 12.º Regimiento de Infantería fue creado en abril de 1875, a partir de los batallones de infantería 16.º y 24.º, recibiendo el estandarte del regimiento (軍旗 'Gunki'?) el 9 de septiembre. Entran por primera vez en combate en noviembre de 1876, sofocando la rebelión de Hagi. Encuadrado dentro de la, participó en la campaña de la Rebelión de Satsuma, en la Primera guerra sino-japonesa y en la misión japonesa durante el levantamiento de los Bóxer. Durante la guerra ruso-japonesa de 1904-1905, participó en el asalto de Tōkeikanzan (Takushan), mientras que su 1.er Batallón formó parte del Shirodasukitai.
El 22 de abril de 1911, el 12.º Regimiento traslada su base a Marugame en la Prefectura de Kanagawa. Durante la Era Taishō (1912-1926), estuvieron estacionados en Siberia. En febrero de 1932 participó en la batalla de Shanghái. Con el estallido de la segunda guerra sino-japonesa en julio de 1937, el 12.º Regimiento de Infantería participó en la campaña de Batalla de Shanghái, incluyendo las batallas en Baoshan, Pushan y Luodian. El comandante del 2.º batallón, el mayor Kaji, falleció durante la batalla de Luodian al sufrir su puesto de mando un impacto directo de mortero durante una reunión estratégica con los comandantes de compañía.
Tras ser retirados del frente de China, comenzaron un periodo de maniobras y preparación en Kanagawa, hasta ser enviados al sur de Japón, a la Prefectura de Kōchi, donde se dedicaron a labores de construcción de defensas costeras. En marzo de 1944, el 3.er Batallón fue enviado a Guam, en una misión de Perlas Aplastadas (玉砕 'Gyokusai'?), o Muerte heroica.
El regimiento fue desmovilizado en agosto de 1945.